# 夜旅人
《夜旅人》（英語：Night Wanderer）是改编自赵熙之执笔的同名言情小说，由万里扬执导，邓伦、倪妮领衔主演，王玉雯特别出演，高叶、汪铎、刘润南、杨仕泽、陈希郡等人主演的都市奇幻爱情剧。由於鄧倫偷稅漏稅事件，此劇播出遙遙無望。

## 剧情简介
盛清让（邓伦 饰）是生活在1937年老上海时代的精英律师。每当夜幕降临，他就会穿越到2021年，在他租住的公寓里与2021年的租客--法医学专家宗瑛（倪妮 饰）相遇，开启了一段交织着爱与责任的时空之旅。 两人从互相怀疑试探到相知相爱，两个孤独、失意的人互相救赎、彼此搀扶，与各自不幸的原生家庭和解、重拾失落已久的亲情；同时又在战火与危难之中，砥砺前行，实现不同时空的家国理想。

## 演员阵容
| 演员     | 角色   |
| -------- | ------ |
| 邓伦     | 盛清让 |
| 倪妮     | 宗瑛   |
| 王玉雯   | 盛清蕙 |
| 高叶     | 薛选青 |
| 汪铎     | 尹西蒙 |
| 刘润南   | 荣强   |
| 张弓     | 萧局长 |
| 杨仕泽   | 盛秋实 |
| 陈希郡   | 盛清和 |
| 强巴才丹 | 萧鼎钧 |

## 幕后制作

### 拍摄过程
2021年7月20日，电视剧《夜旅人》在横店开机，并发布主演海报以及开机照。
10月15日，电视剧《夜旅人》发布首只预告片和单人海报。
11月13日，电视剧正式杀青，并发布杀青预告。

### 制作出品
| 参与项目 | 单位名称     |
| -------- | ------------ |
| 出品     | 爱奇艺       |
| 联合     | 永乐影视     |
| 联合     | 摩影盒子影业 |
| 承制     | 摩影盒子影业 |
| 联合承制 | 工夫小戏影业 |